# Acanthascus tubulosus
Acanthascus tubulosus är en svampdjursart som beskrevs av Isao Ijima 1904. Acanthascus tubulosus ingår i släktet Acanthascus och familjen Rossellidae. Inga underarter finns listade i Catalogue of Life.